# Chapelle Notre-Dame de Foncourrieu
La chapelle Notre-Dame est une chapelle située à Marcillac-Vallon, dans le département français de l'Aveyron, en France.

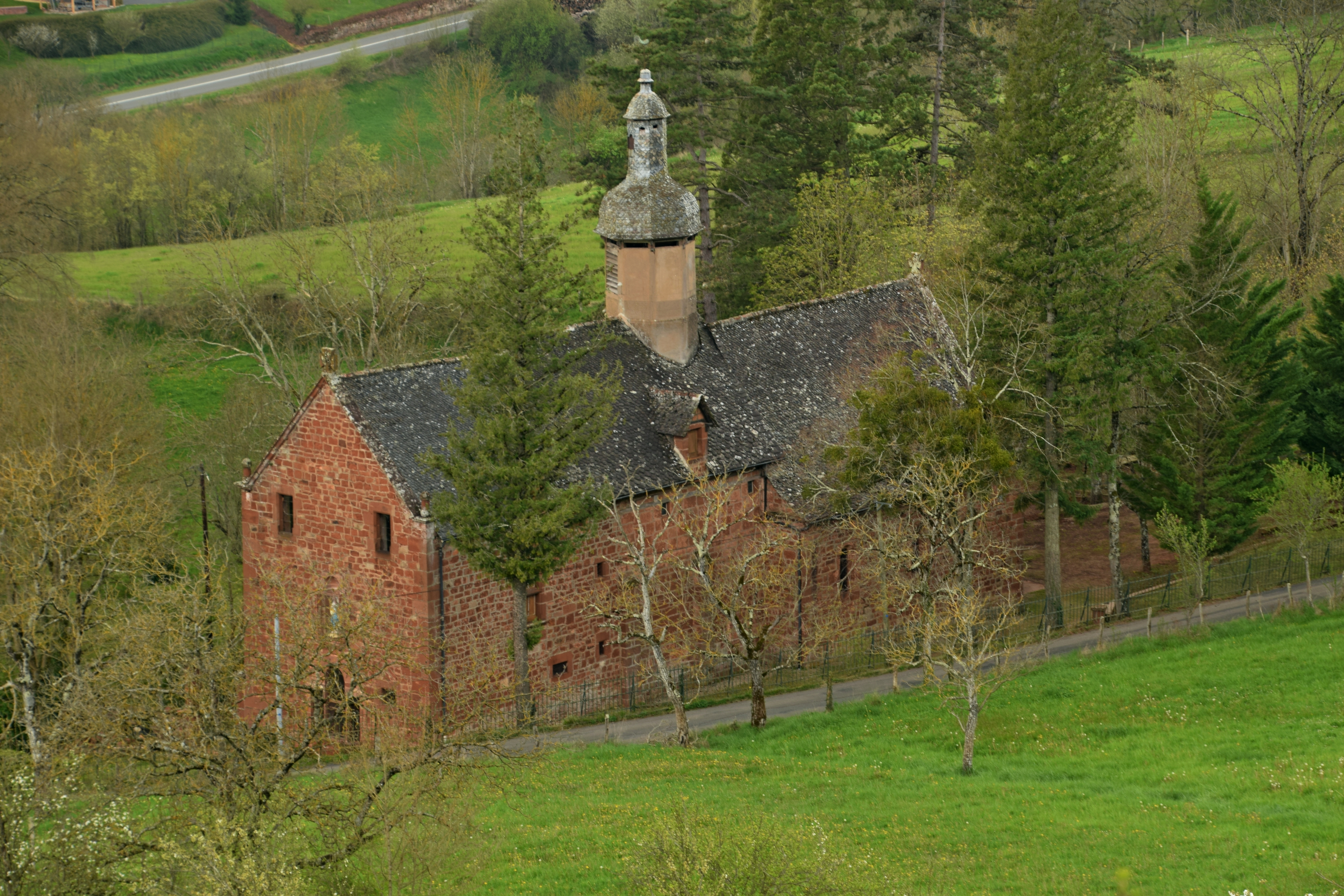

## Localisation
La chapelle est située à la sortie du village de Marcillac-Vallon, sur la route Notre-Dame de Foncourrieu.

## Historique
La légende raconte qu’une noble dame, traversant en 1338 ce lieu envahi par les ronces et les reptiles, se serait retrouvée avec un serpent enroulé autour d’une de ses jambes. Elle aurait appelé à son secours la Vierge, qui serait apparue et aurait écrasé la tête du serpent. 
En remerciement, la dame aurait fait édifier, à cet endroit, une chapelle dédiée à Marie.
Ce serait pour cela que l’anse si caractéristique du tassou[Quoi ?] de Marcillac représente un serpent.
La première mention de la chapelle a été faite en 1351. Elle dépendait du chanoine hebdomadier de Conques.
En 1380, une léproserie est ouverte. Elle comptait quatre lits, dans le jardin du sanctuaire, grâce en particulier aux subsides versées par Guillaume de Laparra, seigneur de Gradels. Sa construction a été décidée par les autorités civiles et religieuses de Marcillac-Vallon. Cette décision est approuvée par l'évêque de Rodez Gilbert de Cantobre et par Jean d'Armagnac.
En 1388, le sanctuaire est agrandi par la construction de la nef. Jean, évêque « in partibus », représentant Henri de Sévery, nouvel évêque de Rodez, qui n’a pas encore rejoint son diocèse, vient consacrer la chapelle, le 24 mai 1389 (à noter que les arcs de la voûte indiquent « Consecrata 1388 »). Les jeunes mamans viennent y implorer la protection de la Madone pour leurs enfants et font des offrandes de laine de pays.
Vers 1640, la paroisse fait le vœu dit de Louis XIII, pour lequel le 15 août, fête de l’Assomption, une procession doit s’accomplir au sanctuaire de Foncourrieu après les offices.
En 1642, les paroisses environnantes se rendent aussi en pèlerinage à Foncourrieu. Celui de la paroisse de Saint-Austremoine est déjà signalé en 1642.
En 1650, le prieuré est construit. Il est relié à la chapelle par une tribune. Il dépend de l’abbaye de Conques. Le logement du prieur est orné d’une mosaïque de panneaux peints à figures géométriques et à fonds alternés datant du XVIIe siècle.
En 1675, la paroisse de Marcillac a été éprouvée par plusieurs années  consécutives de gel, grêle ou orages violents, particulièrement de 1658 à 1661. Elle fait le vœu, en 1675, de se rendre chaque année, le premier samedi du mois de mai, en procession à la chapelle de Foncourrieu  pour la conservation des récoltes. Elle fait don au prieur d’un petit champ jouxtant l’édifice en échange de deux messes annuelles à perpétuité aux mêmes intentions.
En 1679, la léproserie appartient à l’ordre de Saint-Lazare dont Bernard La Cayrie est bassinier.
En 1680, la voûte du chœur est peinte telle que nous la connaissons (la date se lit au centre de la voûte). Elle comporte un décor composé de quatre cartouches en l’honneur de la Vierge.
En 1691, le 20 août, l’évêque de Rodez fait porter à l’hôtel des monnaies de Toulouse trois des quatre lampes d’argent du sanctuaire pour se conformer aux ordres du Roi.
En 1696, le Roi unit les biens de la léproserie, « d’une utilité  nulle », à ceux de l’hôpital de Marcillac, administré par les consuls et le curé.
En 1703, un moine de Conques peint la voûte de la nef, lambrissée de bois, et le revers de la porte de la chapelle.
Vers cette époque, trois prêtres sont au service du sanctuaire. Les offrandes des fidèles et les messes sont suffisantes pour les  entretenir. Le collateur est le semainier du chapitre de Conques.
Avant 1793, les murs du sanctuaire étaient tapissés d’ex-voto que les pèlerins avaient suspendus.
En 1793, la chapelle, riche en ornements et vases sacrés, est pillée puis vendue avec ses dépendances par les Jacobins pour la somme de 600 francs.
La démolition du clocher de la chapelle est à l’ordre du jour de la  « Société des amis de la liberté et de l’égalité » de Marcillac.
La statue de la Vierge de Foncourrieu est sciée en son milieu par les révolutionnaires qui en brûlent la partie inférieure. Une femme courageuse cache l’autre moitié dans un sac et la garde chez elle jusqu’à la fin de la tourmente.
En 1804, la chapelle est rachetée par les fidèles et ouverte au culte. Le buste de la Vierge, revêtu d’une robe pour dissimuler la partie manquante, est installé sur un socle au-dessus de la porte d‘entrée.
En 1887, le sculpteur ruthénois François Mahoux reconstitue la partie brûlée, restaure et repeint la statue de Notre-Dame de Foncourrieu. Une procession triomphale accompagne la statue qui retrouve sa place  initiale dans le sanctuaire. La même année on reconstruit la tribune.
En 1892, la paroisse de Saint-Christophe fait sa consécration solennelle à Notre-Dame de Foncourrieu. Un ex-voto brodé en rappelle le souvenir.
En 1901, le Vatican ayant signé le décret du couronnement de la statue de Notre-Dame de Foncourrieu, Louis-Eugène Francqueville, évêque de Rodez, au cours d’une cérémonie  grandiose, dépose une couronne d’or et de pierres précieuses sur la tête de la statue (30 juin 1901). Il était entouré de Émile-Christophe Énard, évêque de  Cahors, de Amédée Latieule, évêque de Vannes, et de Joseph-François-Ernest Ricard, évêque d’Angoulême, sacré la veille.
En, 1904, la coutume pour certains pèlerins d’apposer un ex-voto de remerciement se réinstaure et se perpétuera jusqu’en 1969.
En 1951, la statue de la Vierge de Foncourrieu  participe à l’Ostension des Madones du Rouergue à Rodez, présidée par Monseigneur Roncalli, nonce apostolique à Paris, qui deviendra pape, en 1958, sous le nom de Jean XXIII. Une petite bannière bleue en rappelle le souvenir.
En 1983, les peintures de la voûte du chœur de la chapelle sont restaurées.
En 1988, la chapelle de Foncourrieu et le logement du prieur sont inscrits à l’inventaire supplémentaire des monuments historiques.

## Description
La chapelle est composée d'une nef avec un toit peint et d'un chœur. Il y a trois retables. Les deux retables de la nef représentent l'Annonciation et la Nativité. Quatre médaillons y sont présents. Ils représentent l'Annonciation, la Visitation, la naissance de Jésus et l'Assomption. Sur le retable du chœur, une statue de la Vierge est présente.

### La statue de la Vierge
En bois peint (XIVe siècle), elle mesure 1,20 mètre. Elle représente Marie, âgée de 15 ans, dans l’attitude du Magnificat, une main sur le cœur, l’autre levée au ciel. Elle est vêtue d’une robe rouge collante, ornée de grappes de raisin et d’un manteau bleu. C’est une réplique des orantes de Carthage.
Elle est vénérée par les vignerons qui lui consacrent leurs vignes. La population du bassin houiller lui voue également une grande dévotion. Les familles viennent lui demander la protection de leurs jeunes enfants. Autrefois, on venait demander guérison des enfants « qui avaient les vers ».
- Pèlerinage des paroisses du Vallon : le dimanche qui précède l’Ascension.
- Pèlerinage à Notre-Dame des bourgeons et des enfants (Saint-Bourrou) : le lundi de Pentecôte.
- Pèlerinage des malades et handicapés : le dernier dimanche de juin.

### Retables

#### Le retable du chœur
Sur les côtés, entre les colonnes corinthiennes, on reconnait sainte Anne et saint Jean-Baptiste.
Au sommet du retable, le Seigneur accompagné de deux angelots.
Les quatre médaillons dorés représentent :
- la Nativité ;
- l’Annonciation ;
- la Visitation ;
- l’Assomption.

#### Retables de la grande nef
- Retable de l’Annonciation (XVIIe ; XIXe siècle)
- Retable de la Nativité (XVIIe ; XIXe siècle)

### Voutes

#### Voûte du chœur
Les quatre fresques de cette voûte ont été peintes en 1680.

#### Voûte de la nef
Elle est divisée en 200 carrés. Sur chaque carré est peinte une représentation de Marie, du Christ ou de différents saints. Les murs sont couronnés par une frise représentant les blasons des abbés de Conques et des bienfaiteurs de la chapelle.